# Canal de navigation d'Arles à Bouc

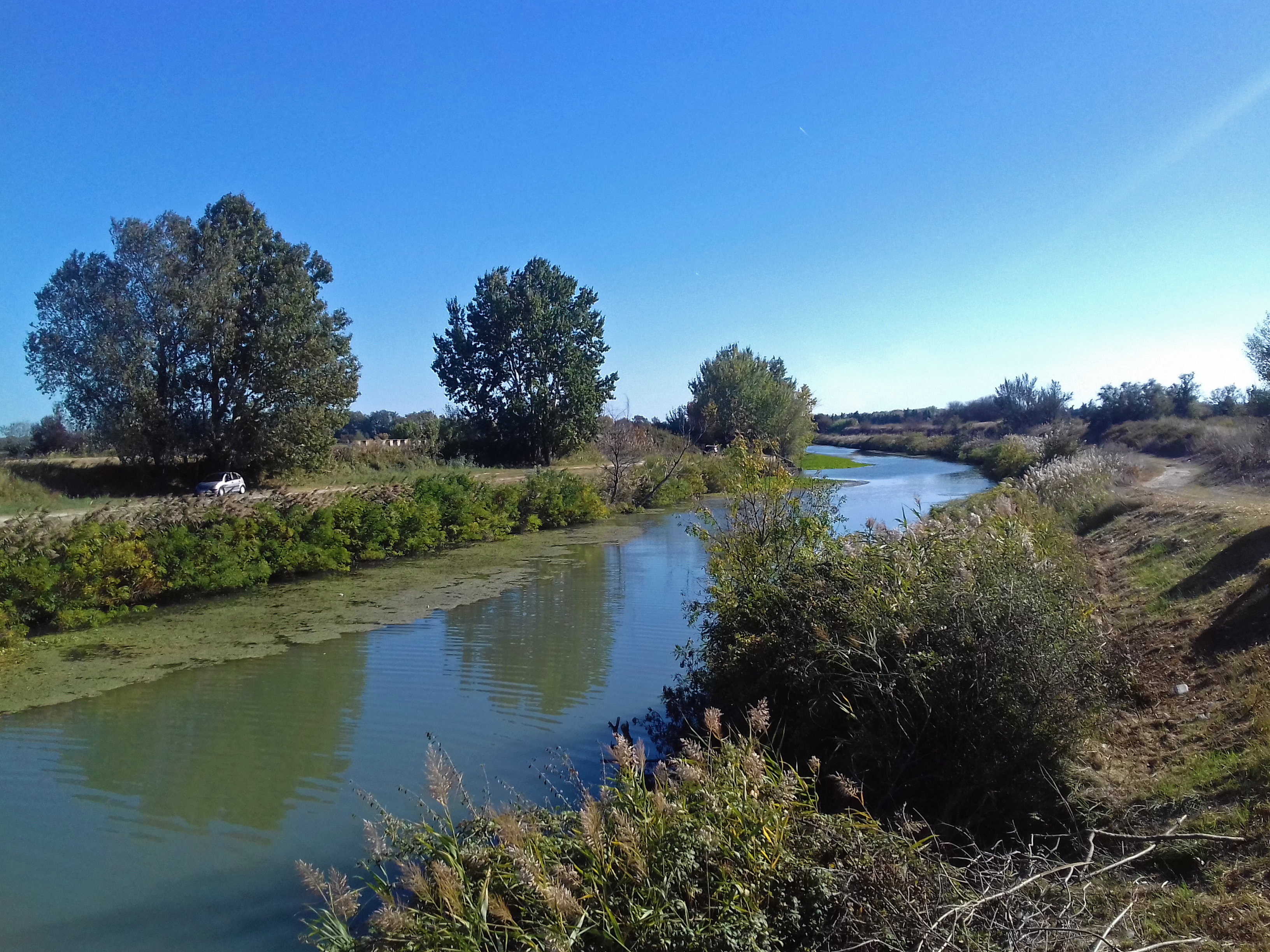
Canal d'Arles à Bouc près du pont Van-Gogh

Le Canal de navigation d'Arles à Bouc est une liaison navigable, de construction humaine, reliant la ville d'Arles, au nord, à Port-de-Bouc, au sud, en parallèle du Rhône.

## Histoire
Le canal reprend le tracé d'un ancien canal gallo-romain. Sa construction a débuté en 1804, après des études de 1802, demandées par Napoléon Bonaparte. Le tracé longeant notamment les marais de Viguérat, les travaux ont été difficiles, pour se terminer en 1834. La première écluse n'est pas celle qui se trouve sur la photo, mais elle sortait dans le Rhône au droit des piles du pont autoroute construit dans les années 1970. C'est seulement durant la dernière guerre et sous l'initiative des Allemands que cette écluse fut construite.

## Description
Le canal de 47 km comprend 4 écluses :
- écluse d'Arles, lieu de la prise d'eau du canal
- écluse de Montcalde
- écluse de l'étourneau
- écluse de Port de Bouc, jumelé à un barrage à clapets

Depuis l'effondrement du tunnel du Rove, son utilisation n'est possible que sur 31 km, entre Arles et un barrage anti-sel qui interdit l'accès à l'étang de Berre.

## Éléments remarquables
Parmi les éléments architecturaux remarquables situés le long du cours du canal, se trouvent l'écluse d'Arles, dans le quartier de Barriol, à proximité du Musée départemental Arles antique, ainsi que le Pont Van-Gogh, classé au titre des monuments historiques en 1988.

## Aménagements
Le canal est longé par la ViaRhôna, véloroute suivant le Rhône, reliant Genève à la mer Méditerranée.